# Les Achards
Les Achards ist eine französische Gemeinde mit 5451 Einwohnern (Stand 1. Januar 2022)  im Département Vendée in der Region Pays de la Loire. Sie gehört zum Kanton Talmont-Saint-Hilaire im Arrondissement  Les Sables-d’Olonne. 
Sie entstand als Commune nouvelle mit Wirkung vom 1. Januar 2017, indem die bisherigen Gemeinden La Chapelle-Achard und La Mothe-Achard zusammengelegt wurden.
Sie grenzt im Nordwesten an Vairé und Saint-Julien-des-Landes, im Norden und Osten an Saint-Georges-de-Pointindoux, im Südosten an Le Girouard, im Süden an Grosbreuil, im Südwesten an Sainte-Foy (Berührungspunkt) und im Westen an Saint-Mathurin.

## Gliederung
| Ortsteil                            | ehemaliger INSEE-Code | Fläche (km²) | Einwohnerzahl (2021) |
| ----------------------------------- | --------------------- | ------------ | -------------------- |
| La Chapelle-Achard                  | 85052                 | 21,57        | 2128                 |
| La Mothe-Achard (Verwaltungssitz)00 | 85152                 | 08,73        | 3263                 |

## Bevölkerungsentwicklung
| Gemeinde                   | Einwohnerzahlen (Census) | Einwohnerzahlen (Census) | Einwohnerzahlen (Census) | Einwohnerzahlen (Census) | Einwohnerzahlen (Census) | Einwohnerzahlen (Census) | Einwohnerzahlen (Census) | Einwohnerzahlen (Census) | Einwohnerzahlen (Census) | Einwohnerzahlen (Census) | Einwohnerzahlen (Census) |
| Gemeinde                   | 1962                     | 1968                     | 1975                     | 1982                     | 1990                     | 1999                     | 2006                     | 2008                     | 2011                     | 2013                     | 2015                     |
| -------------------------- | ------------------------ | ------------------------ | ------------------------ | ------------------------ | ------------------------ | ------------------------ | ------------------------ | ------------------------ | ------------------------ | ------------------------ | ------------------------ |
| La Chapelle-Achard         | 694                      | 711                      | 692                      | 807                      | 860                      | 1009                     | 1434                     | 1672                     | 1782                     | 1912                     | 1985                     |
| La Mothe-Achard            | 1203                     | 1230                     | 1400                     | 1793                     | 1918                     | 2050                     | 2340                     | 2425                     | 2737                     | 2870                     | 2940                     |
| Les Achards                | 1897                     | 1941                     | 2092                     | 2600                     | 2778                     | 3059                     | 3774                     | 4097                     | 4519                     | 4782                     | 4925                     |
| Quellen: Cassini und INSEE |                          |                          |                          |                          |                          |                          |                          |                          |                          |                          |                          |

Die (Gesamt-)Einwohnerzahlen der Gemeinde Les Achards wurden durch Addition der beiden, bis Ende 2016 selbständigen Gemeinden ermittelt (Rückwirkende Addition).